# Dryadorchis
Dryadorchis là một chi thực vật có hoa trong họ, Orchidaceae.